# Мухамед ел Мунир
Мухамед ел Мунир  (арап. محمد المنير; Триполи, Либија, 8. април 1992) либијски је фудбалер. Игра на позицији левог бека.

## Клупска каријера
Каријеру је почео у Ал Итихаду из Триполија. Дебитовао је у сезони 2010/11. После 15 утакмица, Ал Итихад се налазио на 1. месту, без пораза у сезони, али се првенство није наставило због рата. 
У лето 2011. Ел Мунир је потписао уговор са Јагодином. Ел Мунир је дебитовао за Јагодину 26. октобра 2011. у Купу Србије против Јавора. 17. марта је дебитовао у Суперлиги Србије против Партизана. 21. априла 2012. Ел Мунир је у 10. минуту утакмице доживео тешку повреду, али је он ипак одиграо још 35 минута са сломљеним стопалом против БСК Борче. Због повреде је пропустио остатак сезоне. У новембру 2012. је продужио уговор са Јагодином до 2015. године. Свој први и једини гол у дресу Јагодине, Ел Мунир је постигао у осмина финала Купа Србије против Новог Сада. Са Јагодином је освојио Куп Србије у сезони 2012/13. У зимском прелазном року 2013/14. Ел Мунир је био близу преласка у Партизан и Ријеку.
У јануару 2014. Ел Мунир се вратио у Либију и потписао уговор са Ал Итихадом.
У августу 2014. Ел Мунир је поново потписао уговор за Јагодину. Ел Мунир није одиграо нити једну утакмицу у дресу Јагодине, па је у децембру отишао на пробу у Генк.
Дана 30. априла 2015. Ел Мунир је потписао уговор са Динамом из Минска. Са Динамом је ушао у групну фазу Лиге Европе. Одиграо је пет утакмица у групној фази. У последњем колу групне фазе, Ел Мунир је постигао гол на гостовању против Рапида из Беча.
Дана 16. јануара 2017. Ел Мунир потписује трогодишњи са Партизаном. Ипак није успео да се избори за већу минутажу па је у децембру 2017. уговор раскинут. Ел Мунир је за Партизан одиграо свега седам утакмица, пет у првенству и две у купу. Током јесењег дела сезоне 2017/18. тренер Мирослав Ђукић само два пута га је слао на терен: у победама против Јавора у Хумској (2:1) и Спартака у Суботици (1:0).

## Репрезентација
После сјајних партија у дресу Јагодине, Ел Мунир је добио позив да наступа за сениорску репрезентацију Либије на Афричком купу нација 2012. Ел Мунир је дебитовао за Либију 14. октобра 2012. у квалификацијама за Афрички куп нација 2013. против Алжира. Своје прве голове у репрезентацији, Ел Мунир је постигао у победи од 3–1 против Руанде у квалификацијама за Светско првенство 2018, 28. марта 2016. 

### Голови за репрезентацију
| #  | Датум              | Место          | Противник           | Гол | Резултат | Такмичење                                 |
| -- | ------------------ | -------------- | ------------------- | --- | -------- | ----------------------------------------- |
| 1. | 17. новембар 2015. | Кигали, Руанда | Руанда              | 1–0 | 3–1      | Квалификације за Светско првенство 2018.  |
| 2. | 17. новембар 2015. | Кигали, Руанда | Руанда              | 3–1 | 3–1      | Квалификације за Светско првенство 2018.  |
| 3. | 28. март 2016.     | Каиро, Египат  | Сао Томе и Принсипе | 3–0 | 4–0      | Квалификације за Афрички куп нација 2017. |

## Трофеји

### Јагодина
- Куп Србије (1) : 2012/13.

### Партизан
- Првенство Србије (1) : 2016/17.
- Куп Србије (1) : 2016/17.